# Eliminatoria a la Eurocopa Sub-16 1990
La Eliminatoria a la Eurocopa Sub-16 1990 contó con la participación de 32 selecciones infantiles de Europa con el fin de determinar a los 15 clasificados a la fase final del torneo a disputarse en Alemania Democrática junto al país anfitrión.

## Fase de grupos

### Grupo 9
| País         | J | G | E | P | GF | GC | Pts |
| ------------ | - | - | - | - | -- | -- | --- |
| Polonia      | 4 | 2 | 1 | 1 | 7  | 3  | 5   |
| Países Bajos | 4 | 2 | 0 | 2 | 4  | 11 | 4   |
| Italia       | 4 | 1 | 1 | 2 | 7  | 4  | 3   |

| Equipo 1     | Resultado | Equipo 2     |
| ------------ | --------- | ------------ |
| Polonia      | 1-2       | Países Bajos |
| Países Bajos | 0-4       | Polonia      |
| Italia       | 1-1       | Polonia      |
| Países Bajos | 1-0       | Italia       |
| Polonia      | 1-0       | Italia       |
| Italia       | 6-1       | Países Bajos |

### Grupo 13
| País    | J | G | E | P | GF | GC | Pts |
| ------- | - | - | - | - | -- | -- | --- |
| Escocia | 4 | 2 | 1 | 1 | 5  | 4  | 5   |
| Rumania | 4 | 1 | 2 | 1 | 6  | 5  | 4   |
| Noruega | 4 | 1 | 1 | 2 | 4  | 6  | 3   |

| Equipo 1 | Resultado | Equipo 2 |
| -------- | --------- | -------- |
| Noruega  | 1-1       | Rumania  |
| Noruega  | 2-0       | Escocia  |
| Rumania  | 3-1       | Noruega  |
| Rumania  | 2-2       | Escocia  |
| Escocia  | 2-0       | Noruega  |
| Escocia  | 1-0       | Rumania  |

## Eliminación Directa
| Equipo 1       | Agr.    | Equipo 2          | Ida | Vuelta |
| -------------- | ------- | ----------------- | --- | ------ |
| Islandia       | 3-7     | Suecia            | 0-2 | 3-5    |
| Finlandia      | 2-4     | Dinamarca         | 1-3 | 1-1    |
| Gales          | 3-4     | Irlanda del Norte | 2-3 | 1-1    |
| Luxemburgo     | 1-8     | Alemania Federal  | 1-5 | 0-3    |
| Liechtenstein  | 0-10    | España            | 0-3 | 0-7    |
| Checoslovaquia | 14-0    | Malta             | 9-0 | 5-0    |
| Turquía        | 2-2 (a) | Austria           | 0-1 | 2-1    |
| Chipre         | 4-2     | Grecia            | 2-1 | 2-1    |
| Bulgaria       | 0-6     | Hungría           | 0-3 | 0-3    |
| Francia        | 2-1     | Suiza             | 2-0 | 0-1    |
| San Marino     | 0-7     | Portugal          | 0-3 | 0-4    |
| Bélgica        | 2-1     | Irlanda           | 2-1 | 0-0    |
| Yugoslavia     | 2-1     | Unión Soviética   | 2-0 | 0-1    |